# Ottokar I d'Estíria
Ottokar I d'Estíria (+ 1064) fou comte de Steyr i marcgravi d'Estíria fundador de la dinastia dels Ottokar.
El 1055 fou assassinat el marcgravi de Carantània Arnold II de Wels-Lambach i llavors la marca fou confiada al comte de Steyr, Ottokar, que va mantenir residència al seu comtat. Així la marca fou coneguda com a marca de Steyr derivat a Estíria. Va fer la pau amb Hongria amb qui la marca estava en guerra.
A la seva mort el 1064 el va succeir el seu fill gran Adalberó d'Estíria.